# Syneora amphiclina
Syneora amphiclina là một loài bướm đêm trong họ Geometridae.